# Europastraße 119

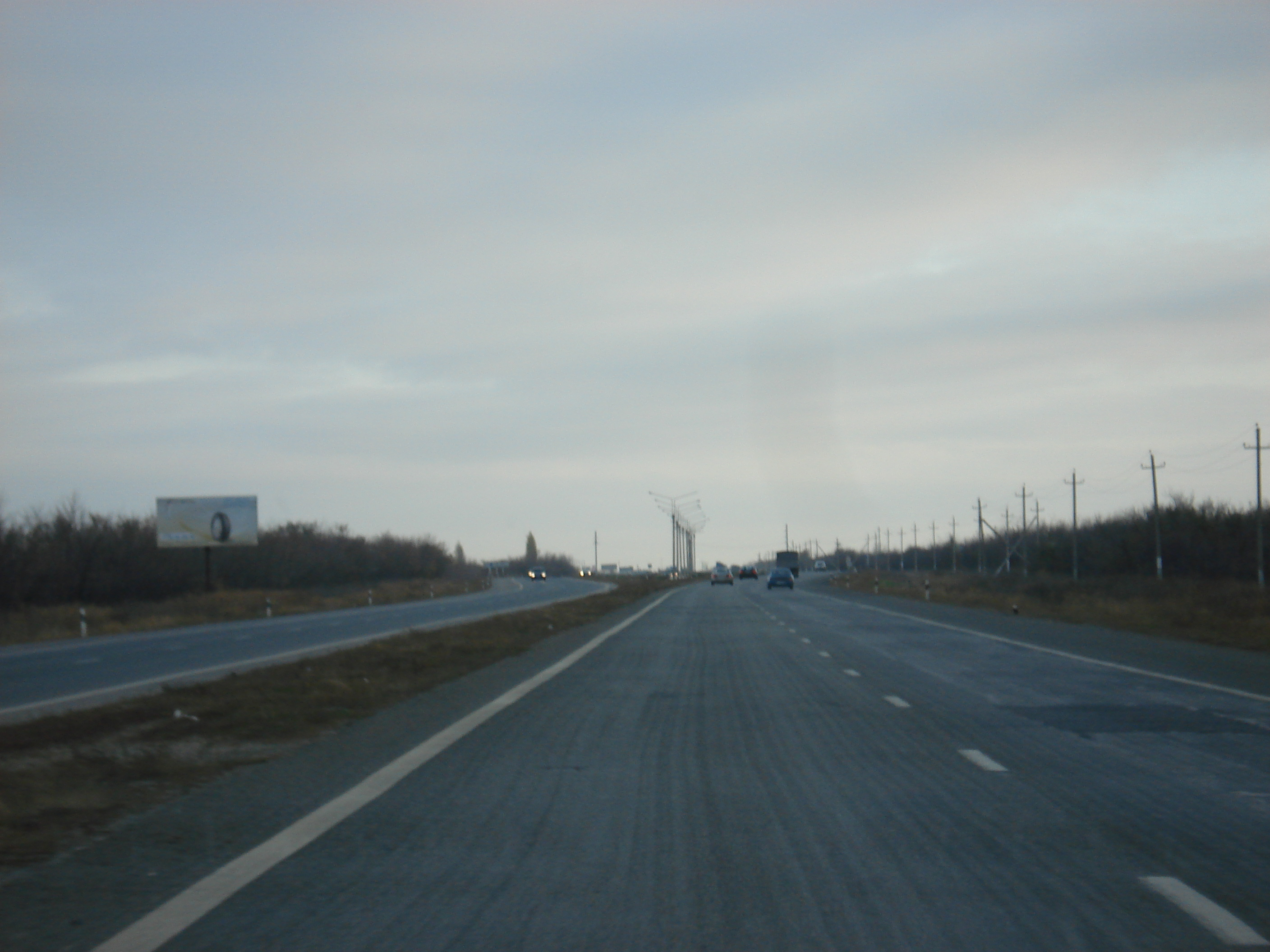
Die E 119 bei Wolgograd

Die Europastraße 119 (kurz: E 119) ist eine Fernstraße, die bei Moskau beginnt und in südöstlicher Richtung nach Baku in Aserbaidschan und weiter bis Astara zur Grenze zu Iran führt. Gemeinsam mit der E 115 verläuft die Straße entlang der M4, bis sie südlich der Okaquerung auf die R22 nach Tambow und weiter nach Wolgograd abzweigt. Ab Wolgograd teilt sich die E 119 die Strecke mit der E40 bis Astrachan. Die Straße folgt dann in etwa dem westlichen Küstenverlauf am Kaspischen Meer. In Machatschkala kreuzt die E119 die E 50. An der aserbaidschanischen Grenze entspricht der Streckenverlauf der M1. Ab Baku teilt sich die E 119 den Streckenverlauf auf der M2 mit der E 60 bis Ələt. Dort geht auch die E 002 in westliche Richtung ab. Die E 119 verläuft  weiter nach Süden Richtung Astara an der Grenze zu Iran.